# Geoffrey le Rat

Geoffrey le Rat (nicht zeitgenössisches Gemälde)

Großmeisterwappen von Geoffrey le Rat

Geoffrey le Rat (dt. Gottfried, latein.: Gothofiedus Mus; † 1207) war von 1206 bis zu seinem Tod der 13. Großmeister des Johanniterordens.
Er war spätestens seit 1204 Kastellan von Krak des Chevaliers, als er 1206 zum Großmeister gewählt wurde. Vermutlich war er ein Franzose aus dem Touraine, jedenfalls ist dort eine Adelsfamilie belegt, die den Nachnamen „le Rat“ (dt. „die Ratte“) führte.
Er war ein Anhänger seines Vorgängers Alfonse de Portugal, der wegen interner Zwistigkeiten sein Amt niedergelegt hatte, und setzte dessen Bemühungen um die Wiederherstellung der Disziplin im Orden fort.
Geoffrey unterteilte den Orden, der stetig angewachsen war, in nationale Gruppen. Daraus entwickelte sich das System des Ordens mit nationalen Zusammenschlüssen, genannt Zungen. Die Zungen unterteilten sich wiederum in Priorate und diese in Balleien, denen die Kommenden unterstanden.
Er starb im Sommer 1207.